# Polana w Dolinie Olczyskiej
Polana w Dolinie Olczyskiej – polana na dnie Doliny Olczyskiej w polskich Tatrach Zachodnich. Jest to nazwa topograficzna, znane tatrzańskie źródła informacji nie podają opisów ani nazwy tej polany. Znajduje się po wschodniej stronie Olczyskiego Potoku, poniżej wylotu żlebu opadającego spod Przełęczy między Kopieńcami. Dawniej należała do Hali Olczysko. W 1955 r. miała powierzchnię ok. 3 ha. Po utworzeniu Tatrzańskiego Parku Narodowego jeszcze przez jakiś czas była użytkowana, w końcu jednak zniesiono jej użytkowanie i stopniowo zarasta lasem. Zarasta dużo szybciej niż inne polany tatrzańskie. W 2004 po 30 latach nieużytkowania w wyniku zarośnięcia jej powierzchnia zmniejszyła się o ok. 90%.
Polana (a raczej jej resztki) znajduje się bezpośrednio przy znakowanym szlaku turystycznym przez Dolinę Olczyską. Na mapach zwykle nie jest już zaznaczana.

## Szlaki turystyczne
z Jaszczurówki przez Dolinę Olczyską i Polanę pod Kopieńcem do Toporowej Cyrhli. Czas przejścia: 2:35 h, ↓ 2:20 h.